# دوبال‌میوه‌ها
دوبال‌میوه‌ها (نام علمی: Dipterocarpus) نام یک سرده از تیره دوبال‌میوگان است.